# 简氏防务周刊
《简氏防务周刊》（英語：Jane's Defence Weekly）是英国一家报道军事装备与防务工业为主的期刊。《简氏防务周刊》创刊于1984年，替代之前同样由简氏信息集团出版发行的期刊《简氏防务评论》（英語：Jane's Defence Review）。读者主要为高阶政府官员、军事官员、国防工业人员以及投资者。刊物拥有较大的发行量，并因其客观的立场在世界范围内被广泛引用。